# Bible Segond
La Bible Segond est une traduction biblique en français éditée par l'Alliance biblique universelle à partir de 1880, puis par divers éditeurs notamment l'Alliance biblique française et la Société biblique de Genève. La révision du texte original publiée en 1910 est la plus connue. Elle est dans le domaine public. Elle est particulièrement utilisée par les protestants et les chrétiens évangéliques francophones.

## Historique
La Compagnie des pasteurs de Genève, renommée depuis « Église protestante de Genève », souhaite une traduction francophone plus fidèle des manuscrits originaux hébreux et grecs. En février 1865, elle commissionne le pasteur et théologien protestant Louis Segond pour cette tâche.  Selon la convention signée, la traduction de l'Ancien Testament a dû être terminée en six ans. Segond remet son manuscrit à la fin de 1871. En 1874, paraît la première édition de sa traduction de l'Ancien Testament, associée à une traduction du Nouveau Testament due à Hugues Oltramare, professeur de Nouveau Testament à la faculté de Genève. Louis Segond se rend personnellement à Oxford pour s'assurer de la qualité du premier tirage.
La traduction soulève les critiques de certains protestants orthodoxes. Segond est notamment accusé de porter atteinte à la doctrine de l'inspiration biblique et de rejeter certaines prophéties messianiques de l'Ancien Testament. Toutefois le succès d'édition est si grand que Louis Segond décide de se lancer dans la traduction du Nouveau Testament, en utilisant les mêmes principes que ceux utilisés pour l'Ancien Testament, bien qu'il soit davantage spécialiste de l'hébreu que du grec. Malgré l'opposition d'Oltramare, il parvient à se faire missionner par la Compagnie des pasteurs de Genève pour cette traduction, qui est achevée en 1879.
La Bible Segond en un seul volume paraît pour la première fois en 1880, avec un premier tirage de cinquante mille exemplaires. Elle a eu un énorme succès : éditée simultanément à Oxford, Paris, Lausanne, Neuchâtel et Genève, 300 000 exemplaires sont publiés entre 1880 et 1910. Avec l'accord de Louis Segond (lettre à la British and Foreign Bible Society du 25 décembre 1880), son texte fut révisé par un groupe de pasteurs et de théologiens français et suisses. 
Au XXIe siècle, la traduction révisée de 1910 est l’une des plus populaires auprès des protestants et des chrétiens évangéliques francophones,.

## Caractéristiques
- Selon le théologien protestant Samuel Amsler, cette traduction est le chef-d’œuvre d’un des meilleurs hébraïsants protestants de l’époque contemporaine, dont le sens très remarquable de la langue française impressionne aujourd’hui encore[9] ;
- La langue utilisée possède une bonne rigueur syntaxique (l’écrivain Paul Claudel en était un lecteur assidu)[9].

## Versions révisées
- 1910 : première révision importante après la mort de Segond. La Société biblique britannique et étrangère révise la traduction, en 1910, en choisissant d'autres termes doctrinaux plus conformes à la pensée protestante orthodoxe (par exemple : « sacrificateurs » à la place de « prêtres », « foi » à la place de « fidélité »)[10].
- 1978 : L'Alliance biblique universelle révise à son tour le texte de la Segond 1910 et la publie dans une version dite « à la Colombe »[1], en raison du dessin de sa couverture[11].
- 1979 : Parution de la version Segond 1979 dite « Nouvelle édition de Genève » (NEG)[11].
- 2002 : Parution de La Nouvelle Bible Segond (NBS) : en 1987, l'ABU décide de se lancer dans une édition d'étude de la Segond[12].
- 2007 : Parution de la Bible Segond 21 par la Société biblique de Genève : Bible Segond révisée pour le XXIe siècle utilisant un vocabulaire contemporain[13].